# میگل آنگل بریندیسی
 میگل آنگل بریندیسی (اسپانیایی: Miguel Ángel Brindisi‎؛ زادهٔ ۸ اکتبر ۱۹۵۰) یک بازیکن فوتبال اهل آرژانتین است.

## تیم ملی
وی همچنین در تیم ملی فوتبال آرژانتین بازی کرده‌است.